# Vertigo oscariana
Vertigo oscariana är en snäckart som beskrevs av Sterki 1890. Vertigo oscariana ingår i släktet Vertigo och familjen puppsnäckor. Inga underarter finns listade i Catalogue of Life.